# ドウツェン・クロース
ドウツェン・クロース（Doutzen Kroes、オランダ語：ダウツン・クルーシュ、1985年1月23日 - ）は、オランダ・フリースラント州出身の女性ファッションモデル。
DNA所属。身長178センチ。ヴィクトリアズ・シークレット・エンジェルズの一人。

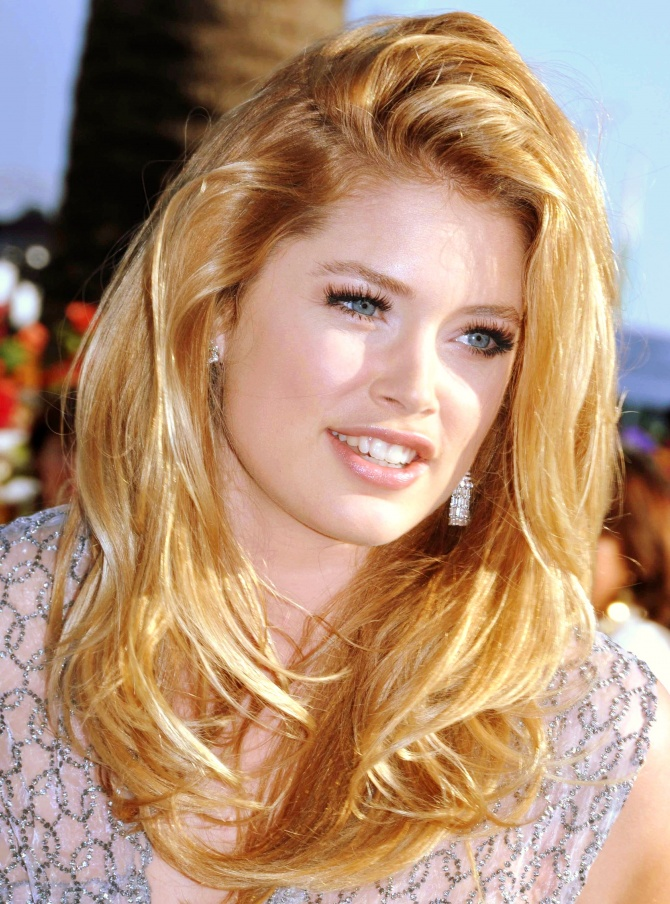
ドウツェン・クロース（2009年）

タイム誌、ヴォーグ誌、ハーパース・バザー誌、ヌメロ誌の表紙となる。2005年と2006年、ヴィクトリアズ・シークレットのカタログ、ファッションショーの両方に出演。キャンペーンモデルとして、グッチ、カルバン・クライン、トミーヒルフィガー、エスカーダ、ドルチェ&ガッバーナ、ヴァレンティノ・ガラヴァーニ、ヴェルサーチ、百貨店ニーマン・マーカスの広告に登場。
2005年、読者投票によりヴォーグ・コムでモデル・オブ・ザ・イヤーに選出される。2005年8月、カルバン・クラインの香水『エタニティー』のキャンペーンモデルとなる。2006年4月、3年契約でロレアルのモデルとなった。
2007年7月、過去12ヶ月に150万ドル稼いだとして、フォーブス誌で『最も稼ぐ世界の15人のスーパーモデル』の14位に選ばれた。
2008年から契約していたヴィクトリアズ・シークレットのエンジェルを2014年末をもって卒業した。

## 私生活
オランダ人DJ・音楽プロデューサーのサネリー・ジェームズと2010年に結婚。翌2011年に第1子にあたる男児を出産した。2014年には第2子にあたる女児を出産している。